# Atletisme als Jocs Olímpics d'Estiu de 2024 - 400m tanques femení

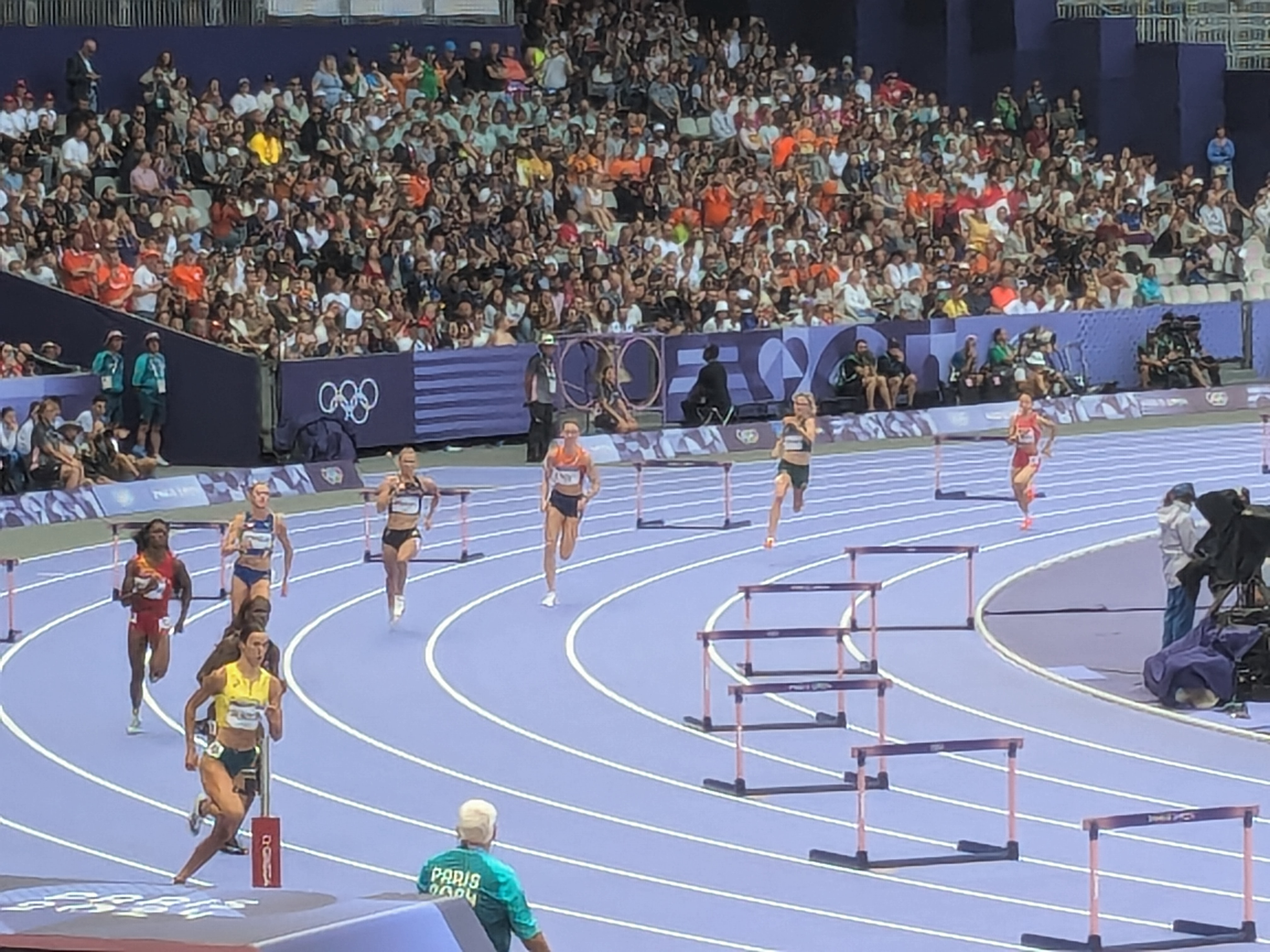
Cursa de la 1a ronda

La prova de 400m tanques femenina d'Atletisme als Jocs Olímpics de París 2024 va ser la 11a edició de l'esdeveniment en unes Olimpíades. La prova es va disputar entre el 4 i el 8 d'agost del 2024 a l'Stade de France de París.
L'estatunidenca Sydney McLaughlin va guanyar la medalla d'or després d'imposar-se clarament a la final amb un temps de 50.37 segons, el què va suposar un nou rècord del món de l'especialitat. La medalla de plata fou per la seva compatriota Anna Cockrell, qui va fer la seva marca personal amb un temps de 51.87 segons, mentre que la medalla de bronze se la va endur la neerlandesa Femke Bol, amb un temps de 52.15 segons.
L'equip dels Estats Units és la selecció més guardonada, amb 4 medalles d'or, 6 medalles de plata i 3 medalles de bronze, en les 11 edicions que l'esdeveniment ha estats present als Jocs Olímpics. L'estatunidenca Sydney McLaughlin, amb 2 medalles d'or, és l'atleta més guardonada en tota la història de la competició.

## Format
Els 400 metres tanques són una prova que consisteix en córrer una volta a la pista olímpica amb 10 tanques que s'han de superar. La competició va començar amb la fase de Heats, on hi van participar totes les atletes classificades. Les 3 primeres atletes de cada cursa es van classificar directament per les semifinals, juntament amb els 3 millors temps del còmput global i la resta d'atletes van tenir una nova oportunitat per passar de rondes, en la nova fase de repesca, que es va introduir en aquesta edició olímpica. Les 2 guanyadores de les semifinals i els 2 millors temps generals, van passar a la final i en aquesta darrera cursa, les 3 atletes que van quedar al capdavant, van obtenir les medalles.

## Classificació
Hi havia dues maneres de classificar-se per la prova olímpica. La forma principal va ser superant la marca estàndard de classificació (que per aquesta edició eren 54.85 segons), en qualsevol prova organitzada o supervisada per la Federació Internacional d'Atletisme, entre l'1 de juliol de 2023 i el 30 de juny de 2024. A continuació es van classificar 8 atletes segons el rànquing atlètic.
| Mètode de classificació  | Places | País          | Atleta               |
| ------------------------ | ------ | ------------- | -------------------- |
| Marca estàndard - 54.85" | 3      | Estats Units  | Sydney McLaughlin    |
| Marca estàndard - 54.85" | 3      | Estats Units  | Jasmine Jones        |
| Marca estàndard - 54.85" | 3      | Estats Units  | Anna Cockrell        |
| Marca estàndard - 54.85" | 3      | Itàlia        | Ayomide Folorunso    |
| Marca estàndard - 54.85" | 3      | Itàlia        | Rebecca Sartori      |
| Marca estàndard - 54.85" | 3      | Itàlia        | Alice Muraro         |
| Marca estàndard - 54.85" | 3      | Jamaica       | Rushell Clayton      |
| Marca estàndard - 54.85" | 3      | Jamaica       | Janieve Russell      |
| Marca estàndard - 54.85" | 3      | Jamaica       | Shiann Salmon        |
| Marca estàndard - 54.85" | 2      | Bèlgica       | Hanne Claes          |
| Marca estàndard - 54.85" | 2      | Bèlgica       | Naomi van den Broeck |
| Marca estàndard - 54.85" | 2      | França        | Shana Grebo          |
| Marca estàndard - 54.85" | 2      | França        | Louise Maraval       |
| Marca estàndard - 54.85" | 2      | Països Baixos | Femke Bol            |
| Marca estàndard - 54.85" | 2      | Països Baixos | Cathelijn Peeters    |
| Marca estàndard - 54.85" | 2      | Regne Unit    | Jessie Knight        |
| Marca estàndard - 54.85" | 2      | Regne Unit    | Lina Nielsen         |
| Marca estàndard - 54.85" | 2      | Sud-àfrica    | Zenéy Geldenhuys     |
| Marca estàndard - 54.85" | 2      | Sud-àfrica    | Rogail Joseph        |
| Marca estàndard - 54.85" | 2      | Ucraïna       | Anna Ryzhykova       |
| Marca estàndard - 54.85" | 2      | Ucraïna       | Viktoriya Tkachuk    |
| Marca estàndard - 54.85" | 1      | Alemanya      | Carolina Krafzik     |
| Marca estàndard - 54.85" | 1      | Bahrain       | Kemi Adekoya         |
| Marca estàndard - 54.85" | 1      | Canadà        | Savannah Sutherland  |
| Marca estàndard - 54.85" | 1      | Finlàndia     | Viivi Lehikoinen     |
| Marca estàndard - 54.85" | 1      | Marroc        | Noura Ennadi         |
| Marca estàndard - 54.85" | 1      | Noruega       | Line Kloster         |
| Marca estàndard - 54.85" | 1      | Panamà        | Gianna Woodruff      |
| Marca estàndard - 54.85" | 1      | Portugal      | Fatoumata Diallo     |
| Marca estàndard - 54.85" | 1      | Regne Unit    | Jessie Knight        |
| Marca estàndard - 54.85" | 1      | Suïssa        | Yasmin Giger         |
| Marca estàndard - 54.85" | 1      | Txèquia       | Nikoleta Jíchová     |
| Marca estàndard - 54.85" | 1      | Xina          | Mo Jiadie            |
| Rànquing atlètic         | 2      | Austràlia     | Sarah Carli          |
| Rànquing atlètic         | 2      | Austràlia     | Alanah Yukich        |
| Rànquing atlètic         | 1      | Bèlgica       | Paulien Couckuyt     |
| Rànquing atlètic         | 1      | Brasil        | Chayenne da Silva    |
| Rànquing atlètic         | 1      | Camerun       | Linda Angounou       |
| Rànquing atlètic         | 1      | Filipines     | Lauren Hoffman       |
| Rànquing atlètic         | 1      | Noruega       | Amalie Iuel          |
| Rànquing atlètic         | 1      | Puerto Rico   | Grace Claxton        |

## Rècords
Abans de la prova, els rècords eren els següents:
| Rècord             | Atleta               | Temps | Lloc              | Data                   |
| ------------------ | -------------------- | ----- | ----------------- | ---------------------- |
| Rècord del Món     | Sydney McLaughlin    | 50.65 | Eugene            | 30 de juny de 2024     |
| Rècord Olímpic     | Sydney McLaughlin    | 51.46 | Tòquio            | 4 d'agost de 2021      |
| Rècord Àfrica      | Nezha Bidouane       | 52.90 | Sevilla           | 25 d'agost de 1999     |
| Rècord Àsia        | Kemi Adekoya         | 53.09 | Budapest          | 24 d'agost de 2023     |
| Rècord Europa      | Femke Bol            | 50.95 | La Chaux-de-Fonds | 14 de juliol de 2024   |
| Rècord NACAC       | Sydney McLaughlin    | 50.65 | Eugene            | 30 de juny de 2024     |
| Rècord Oceania     | Debbie Flintoff-King | 53.17 | Seül              | 28 de setembre de 1988 |
| Rècord Sud-amèrica | Gianna Woodruff      | 53.69 | Eugene            | 20 de juliol de 2022   |

## Competició

### 1a ronda
La ronda preliminar es va disputar el 4 d'agost del 2024 a partir de les 12:35h. Es van classificar les 3 primeres de cada sèrie i els 3 millor temps del còmput general. La resta de corredores que van acabar la prova, van passar a la ronda de repesca.

#### Sèrie 1
| Posició | Atleta               | País          | Temps   |
| ------- | -------------------- | ------------- | ------- |
| 1       | Rushell Clayton      | Jamaica       | 53.32 Q |
| 2       | Fatoumata Diallo     | Portugal      | 54.75 Q |
| 3       | Amalie Iuel          | Noruega       | 54.82 Q |
| 4       | Cathelijn Peeters    | Països Baixos | 54.84 q |
| 5       | Naomi van den Broeck | Bèlgica       | 55.51   |
| 6       | Rebecca Sartori      | Itàlia        | 55.81   |
| 7       | Chayenne da Silva    | Brasil        | 56.52   |
| 8       | Kemi Adekoya         | Bahrain       | DNS     |

#### Sèrie 2
| Posició | Atleta              | País         | Temps      |
| ------- | ------------------- | ------------ | ---------- |
| 1       | Jasmine Jones       | Estats Units | 53.60 Q    |
| 2       | Rogail Joseph       | Sud-àfrica   | 54.56 Q PB |
| 3       | Savannah Sutherland | Canadà       | 54.80 Q    |
| 4       | Paulien Couckuyt    | Bèlgica      | 54.90      |
| 5       | Gianna Woodruff     | Panamà       | 54.94      |
| 6       | Ayomide Folorunso   | Itàlia       | 55.03      |
| 7       | Shana Grebo         | França       | 56.70      |
| 8       | Carolina Krafzik    | Alemanya     | 58.49      |

#### Sèrie 3
| Posició | Atleta           | País          | Temps    |
| ------- | ---------------- | ------------- | -------- |
| 1       | Femke Bol        | Països Baixos | 53.38 Q  |
| 2       | Shiann Salmon    | Jamaica       | 53.95 Q  |
| 3       | Zenéy Geldenhuys | Sud-àfrica    | 54.73 Q  |
| 4       | Anna Ryzhykova   | Ucraïna       | 55.13    |
| 5       | Jessie Knight    | Regne Unit    | 55.39    |
| 6       | Mo Jiadie        | Xina          | 55.43    |
| 7       | Alanah Yukich    | Austràlia     | 55.46    |
| 8       | Linda Angounou   | Camerun       | 55.69 NR |

#### Sèrie 4
| Posició | Atleta           | País         | Temps   |
| ------- | ---------------- | ------------ | ------- |
| 1       | Anna Cockrell    | Estats Units | 53.91 Q |
| 2       | Lina Nielsen     | Regne Unit   | 54.65 Q |
| 3       | Janieve Russell  | Jamaica      | 54.67 Q |
| 4       | Hanne Claes      | Bèlgica      | 54.80 q |
| 5       | Nikoleta Jíchová | Txèquia      | 55.45   |
| 6       | Grace Claxton    | Puerto Rico  | 56.29   |
| 7       | Viivi Lehikoinen | Finlàndia    | 56.67   |
| 8       | Lauren Hoffman   | Filipines    | 57.84   |

#### Sèrie 5
| Posició | Atleta            | País         | Temps   |
| ------- | ----------------- | ------------ | ------- |
| 1       | Sydney McLaughlin | Estats Units | 53.60 Q |
| 2       | Noura Ennadi      | Marroc       | 55.26 Q |
| 3       | Louise Maraval    | França       | 55.32 Q |
| 4       | Yasmin Giger      | Suïssa       | 55.44   |
| 5       | Alice Muraro      | Itàlia       | 55.62   |
| 6       | Sarah Carli       | Austràlia    | 55.92   |
| 7       | Line Kloster      | Noruega      | 57.69   |
| 8       | Viktoriya Tkachuk | Ucraïna      | 58.10   |

### Ronda de repesca
La ronda de repesca es va disputar el 5 d'agost de 2024 a partir de les 10:50h. Hi van participar totes les atletes que van acabar la 1a ronda, però no van aconseguir classificar-se directament. Es van classificar les 2 millors de cada sèrie.

#### Sèrie 1
| Posició | Atleta               | País        | Temps      |
| ------- | -------------------- | ----------- | ---------- |
| 1       | Ayomide Folorunso    | Itàlia      | 55.07 Q    |
| 2       | Naomi van den Broeck | Bèlgica     | 55.11 Q    |
| 3       | Alanah Yukich        | Austràlia   | 55.11 Q PB |
| 4       | Grace Claxton        | Puerto Rico | 55.94      |
| 5       | Line Kloster         | Noruega     | 56.73      |
| 6       | Viivi Lehikoinen     | Finlàndia   | 58.04      |
| 7       | Viktoriya Tkachuk    | Ucraïna     | 59.40      |

#### Sèrie 2
| Posició | Atleta            | País       | Temps      |
| ------- | ----------------- | ---------- | ---------- |
| 1       | Mo Jiadie         | Xina       | 54.75 Q PB |
| 2       | Jessie Knight     | Regne Unit | 55.10 Q    |
| 3       | Gianna Woodruff   | Panamà     | 55.10      |
| 4       | Nikoleta Jíchová  | Txèquia    | 55.31      |
| 5       | Rebecca Sartori   | Itàlia     | 55.44      |
| 6       | Carolina Krafzik  | Alemanya   | 56.02      |
| 7       | Chayenne da Silva | Brasil     | 56.56      |

#### Sèrie 3
| Posició | Atleta         | País      | Temps    |
| ------- | -------------- | --------- | -------- |
| 1       | Shana Grebo    | França    | 54.91 Q  |
| 2       | Anna Ryzhykova | Ucraïna   | 54.95 Q  |
| 3       | Linda Angounou | Camerun   | 55.09 NR |
| 4       | Sarah Carli    | Austràlia | 55.12    |
| 5       | Yasmin Giger   | Suïssa    | 55.18    |
| 6       | Alice Muraro   | Itàlia    | 55.48    |
| 7       | Lauren Hoffman | Filipines | 58.28    |

### Semifinals
Les semifinals es van disputar el 6 d'agost del 2024 a partir de les 20:07h. Es classificaven per la final, les 2 millors de cada sèrie i els 2 millors temps del còmput general.

#### Semifinal 1
| Posició | Atleta               | País          | Temps    |
| ------- | -------------------- | ------------- | -------- |
| 1       | Rushell Clayton      | Jamaica       | 53.00 Q  |
| 2       | Jasmine Jones        | Estats Units  | 53.83 Q  |
| 3       | Zenéy Geldenhuys     | Sud-àfrica    | 53.90 PB |
| 4       | Shana Grebo          | França        | 54.80    |
| 5       | Amalie Iuel          | Noruega       | 54.88    |
| 6       | Naomi van den Broeck | Bèlgica       | 54.94    |
| 7       | Cathelijn Peeters    | Països Baixos | 55.20    |
| 8       | Lina Nielsen         | Regne Unit    | 1:31.22  |

#### Semifinal 2
| Posició | Atleta            | País         | Temps    |
| ------- | ----------------- | ------------ | -------- |
| 1       | Sydney McLaughlin | Estats Units | 52.13 Q  |
| 2       | Louise Maraval    | França       | 53.83 Q  |
| 3       | Rogail Joseph     | Sud-àfrica   | 54.12 PB |
| 4       | Janieve Russell   | Jamaica      | 54.65    |
| 5       | Ayomide Folorunso | Itàlia       | 54.92    |
| 6       | Fatoumata Diallo  | Portugal     | 54.93    |
| 7       | Anna Ryzhykova    | Ucraïna      | 55.65    |
| 8       | Hanne Claes       | Bèlgica      | 55.96    |

#### Semifinal 3
| Posició | Atleta              | País          | Temps      |
| ------- | ------------------- | ------------- | ---------- |
| 1       | Femke Bol           | Països Baixos | 52.57 Q    |
| 2       | Anna Cockrell       | Estats Units  | 52.90 Q    |
| 3       | Shiann Salmon       | Jamaica       | 53.13 q PB |
| 4       | Savannah Sutherland | Canadà        | 53.80 q    |
| 5       | Paulien Couckuyt    | Bèlgica       | 54.64      |
| 6       | Jessie Knight       | Regne Unit    | 54.90      |
| 7       | Alanah Yukich       | Austràlia     | 55.49      |
| 8       | Noura Ennadi        | Marroc        | 55.50      |

### Final
La final es va disputar el 8 d'agost del 2024 a les 21:25h.
| Posició | Atleta              | País          | Temps    |
| ------- | ------------------- | ------------- | -------- |
| 1       | Sydney McLaughlin   | Estats Units  | 50.37 WR |
| 2       | Anna Cockrell       | Estats Units  | 51.87 PB |
| 3       | Femke Bol           | Països Baixos | 52.15    |
| 4       | Jasmine Jones       | Estats Units  | 52.29 PB |
| 5       | Rushell Clayton     | Jamaica       | 52.68    |
| 6       | Shiann Salmon       | Jamaica       | 53.29    |
| 7       | Savannah Sutherland | Canadà        | 53.88    |
| 8       | Louise Maraval      | França        | 54.53    |

## Medaller històric
| Posició | País              | Or | Argent | Bronze | Total |
| ------- | ----------------- | -- | ------ | ------ | ----- |
| 1       | Estats Units      | 4  | 6      | 3      | 13    |
| 2       | Jamaica           | 2  | 1      | 1      | 4     |
| 3       | Regne Unit        | 1  | 0      | 1      | 2     |
| 3       | Marroc            | 1  | 0      | 1      | 2     |
| 5       | Grècia            | 1  | 0      | 0      | 1     |
| 5       | Rússia            | 1  | 0      | 0      | 1     |
| 5       | Austràlia         | 1  | 0      | 0      | 1     |
| 8       | Romania           | 0  | 1      | 1      | 2     |
| 9       | URSS              | 0  | 1      | 0      | 1     |
| 9       | Dinamarca         | 0  | 1      | 0      | 1     |
| 9       | Txèquia           | 0  | 1      | 0      | 1     |
| 12      | Països Baixos     | 0  | 0      | 2      | 2     |
| 13      | Alemanya de l'Est | 0  | 0      | 1      | 1     |
| 13      | Ucraïna           | 0  | 0      | 1      | 1     |